# Problembaserat lärande
Problembaserat lärande eller Problembaserad inlärning, förkortat PBL eller PBI, är en pedagogisk ansats där lärandet är baserat på verklighetsbaserade situationer, där studenterna samlar in information som man diskuterar och reflekterar över i grupp, ofta med stöd av en handledare. En central princip inom PBL är att studenterna själva tar ansvar för sitt lärande.
Handledarens roll skiljer sig från mer traditionell pedagogik, t.ex. katederundervisning där lärare förmedlar kunskap och förklarar begrepp. Inom PBL är handledarens roll istället att stödja och utmana studenterna att bygga kunskap och förstå sammanhang.
Metodiken har en hel del likheter i kunskapssyn och arbetssätt med casemetodik.
Metodiken utvecklades i mitten av 1960-talet av bland annat Howard Barrows vid McMaster University Ontario, Kanada.

## Bakgrund
Problembaserat lärande bygger på människans medfödda nyfikenhet, vilja och förmåga att inhämta kunskap och på att följden blir att kunskapen etableras på ett djupare plan. Medicinska fakulteten vid McMaster Universitetet i Canada var 1969 först med att använda ett problembaserat lärande och inom 20 år hade över 60 medicinska universitet runt om i världen börjat använda sig av metoden, i sin helhet eller som del av undervisningen. Problembaserat lärande används även inom andra ämnesområden men är mest beskrivet vid vårdutbildningar där klinik och teori ska sammanlänkas.

## Filosofisk och teoretisk förankring
Utgångspunkten i Problembaserat lärande (PBL) är socialkonstruktivistisk och ett sätt att iscensätta utbildning som bygger på ett filosofiskt och teoretiskt antagande om att den lärande besitter förmågor att själv ta ansvar för och driva sitt eget lärande med stöd av basgruppen och handledningen. Lärande ses som en kreativ process där de lärande tillsammans bygger upp kunskap och kan överskrida de på förhand givna gränserna. 
Några exempel på teoretiker som inspirerat: 
- Vygotskij, ZPD
- Piaget
- Dewey, learning by doing
- Kierkegaard
- Wenger & Lave, communities of practicies, situated learning
- Sokratiskt samtal
- Kolb

## Genomförande och metoder

### Att designa för problembaserat lärande
Synsättet på lärande leder till att formgivning av kurser och moment är betydelsefullt för att nå de mål som PBL innebär. Lärandemålen är centrala för kursdesignen (jfr Constructive alignment Biggs J (1999)). 
Hänsyn tas till följande aspekter:
- Synen på lärande och kunskap
- Ämnesintegration
- Studentaktivitet
- Självstyrt lärande
- Basgruppstudier
- Scenariokonstruktion
- Tidig kontakt med yrkeslivet
- Kommunikationskompetens
- Helhetssyn kopplad till hela utbildningens lärandemål
- Medvetet urval av föreläsningar (ref. om föreläsningarnas roll)

### Studenter
I PBL har studenterna en mycket viktig roll, och ett väldigt stort ansvar. Eftersom lärarens roll inte är att förmedla kunskap direkt till studenten så fokuserar PBL på studenterna och skapar en miljö där studenterna istället inhämtar information och kunskap och lär genom varandra. Därför är det viktigt att studenterna tar eget ansvar, både för att ta in kunskap från andra studenter men också för att delge den kunskap som studenten själv sitter på. Det gör det också viktigt för studenten att göra avvägningar om vilken kunskap som är relevant för frågeställningar och att den håller god kvalitet. Det är viktigt att studenten har ett källkritiskt förhållningssätt. Det är även viktigt att studenterna förstår grupprocessen i lärandet och kontinuerligt reflekterar över och utvärderar styrkor och förbättringspunkter i inlärningsprocessen, både på grupp- och individnivå.

### Lärare
Som lärare i Högre Utbildning har man ett flertal roller, såsom föreläsare, kursansvarig, examinator, tentator, handledare (t.ex. för examensarbeten eller kliniska placeringar).
I ett problembaserat lärande har läraren ofta flera av de ovan beskrivna rollerna, och har dessutom en roll som handledare för en basgrupp – och i den rollen intar läraren en roll som i mycket går ut på att utmana och stötta studenternas lärande. Den traditionella rollen som kunskapsförmedlare är alltså inget som praktiseras av handledaren vid basgruppsarbetet.

### Utgångspunkter för lärande
En ny utgångspunkt kan vara en bild, en berättelse, en film, ett tidningsurklipp, ett reportage, en praktiker eller brukare som berättar om ett dilemma. Denna konkreta och verklighetsrelaterade beskrivning fungerar som en trigger och inspiration för lärandet.
I denna fas diskuterar basgruppen kort hur de uppfattar utgångspunkten och/ eller om det föreligger några oklarheter. Därefter fortsätter studenterna med att brainstorma, vilka tankar och frågeställningar väcks utifrån utgångspunkten.
T.ex. Professionshögskola Metropol i Köpenhamn: studenterna går ut i praktiken, observerar sin praktikplats, hur man arbetar. Finns det problem eller utvecklingsbehov, frågeställningar som behöver granskas närmare?

### Exempel på modeller som används

#### FISh
En förenklad PBL-modell utvecklad för en onlinemiljö.

#### De sju stegen
- Steg 1: Klargöra termer och begrepp. Fallbeskrivningen läses igenom och oklarheter i texten diskuteras i gruppen.
- Steg 2: Identifiera problem. Här identifieras problemen och ska formuleras så att de vid redovisningen kan besvaras. Problemställningarna ska vara direkt relaterade till fallet dvs. inga övergripande allmänna problemställningar ska tas upp.
- Steg 3: Producera idéer. I det här steget aktiveras och bearbetas tidigare kunskap med hjälp av varandra i gruppen. Man kan göra en ”brain storming” där man fritt låter alla i gruppen komma på ord som de associerar till problemet och som sekreteraren skriver upp på tavlan. Denna del av processen måste få ta tid så att gruppen hittar rätt nivå på den plattform som de sedan ska stå på när de går vidare i processen. Diskussionerna ska leda fram till den punkt när de inte längre har kunskap till att lösa problemställningen.
- Steg 4: Generera hypoteser. Hypoteser är kvalitativa gissningar av lösningar på utgångsproblemet med utgångspunkt för vad man redan kan. Här är det viktigt att studenterna har jobbat igenom förra steget väl så att hypoteserna inte blir ”sanningar”, dvs studenterna skriver ner det de redan vet. Här ska det komma fram kvalitativa gissningar på problemlösningen.
- Steg 5: Formlera inlärningsmål. Genom att se vilka kunskaper som saknades vid hypotesgenereringen kommer gruppen gemensamt fram till vilka specifika kunskaper som man behöver inhämta och sätter upp inlärningsmål.
- Steg 6: Inhämta kunskap. Varje gruppmedlem har ansvar för att inhämta den kunskap som hon eller han anser nödvändig för att lösa problemställningen med hjälp av de inlärningsmål och hypoteser som gruppen har skrivit ner. Här måste var och en komma fram till på vilket sätt som han eller hon lär sig bäst med de resurser som finns tillgängliga.
- Steg 7: Problemlösning. Här ska de nya kunskaperna kunna förklara hypoteserna som genererades och kunna lösa problemet med hjälp av fördjupade kunskaper. Det ska också leda till att studenterna ska kunna använda de nya kunskaperna även i liknande situationer med annat sammanhang. De frågor som fortfarande är oklara sammanfattas och används vid seminarium tillsammans med ämnesföreträdare.[10]

## PBL i Sverige
I Sverige används PBL framför allt inom olika yrkesutbildningar.  Det första lärosätet i Sverige som började med PBL var Hälsouniversitet i Linköping 1986. Linköpings hälsouniversitet har reviderat upplägget flera gånger och den senaste revideringen kom i bruk i början av 2017. Idag tillämpas PBL inom flera olika utbildningar, till exempel läkare, sjuksköterska, arbetsterapeut, psykolog, tandläkare, gastronomi, socionom, jurist, psykoterapeut, biomedicin, IT, djursjukskötare och veterinär. Det används även inom etologi- och djurskyddsprogrammet. PBL tillämpas inom många högskolor och universitet, exempel på lärosäten är Ersta Sköndal Bräcke Högskola, Malmö Högskola, Lunds Universitet, Karolinska Institutet, Umeå Universitet Högskolan Kristianstad, Linköpings Universitet, Högskolan i Gävle, Uppsala Universitet och Blekinge Tekniska Högskola. 
Ersta Sköndal Bräcke Högskola har beskrivit vikten av att deras sjuksköterskeutbildning utgår från problembaserat lärande och livslånga lärandet: "Sjuksköterskan måste ha förmåga att möta förändringar, vara självständig och aktivt medverka i beslut. I olika situationer behöver sjuksköterskan självständigt kunna bedöma, välja mellan olika alternativ, handla, värdera alternativen och utförda handlingar. Det är viktigt att ha kunskap om sitt eget sätt att lära för att kunna ta till sig den nya kunskap som behövs i yrket. Ett utmärkande drag i PBL är att arbeta i basgrupper och andra studentaktiva undervisningsformer där det egna lärandet och ett konstruktivt arbetssätt uppmärksammas och utvecklas".  

## Forskning
Problembaserat lärande stöds bland annat av kognitiv forskning vilken beskriver vad som underlättar lärande och som legat som grund till de ”sju stegen”:
- Användning och aktivering av tidigare kunskaper skapar igenkänningsmönster som aktiverar inlärningsmönster
- Att göra inlärningssituationen så lik den situation där kunskapen ska användas senare som möjligt – att lära sig i kontext gör att man kommer ihåg lättare
- Möjligheter till bearbetning av kunskapen - kunskaper fastnar lättare om de får användas och diskuteras med fler infallsvinklar. Man lär sig m.a.o. vid samma tillfälle som kunskapsinhämtningen[2][22][23]

Studier där Problembaserat lärande utvärderas gentemot traditionell utbildning visar olika resultat och det är svårt att dra några slutsatser vilket system som är bäst. Anledningen till att de är svåra att utföra och svåra att tolka beror delvis på att en läroplan baserad på Problembaserat lärande inte ser likadant ut vid de olika universiteten och gör det därför svårt att använda specifika ramar för en utvärdering. Vidare är vissa utvärderingar gjorda på tester på baskunskap och eftersom det inte är de kunskaperna i sig utan förståelsen och användningen av kunskaperna som är drivkraften bakom ett problembaserat lärande kan de resultaten ge endast en del av sanningen. 

### Fördelar med Problembaserat lärande
- PBL innebär att studenterna inte bara lär sig innehåll och färdigheter utan även att omsätta kunskaper i nya situationer, vilket underlättar det livslånga lärandet[28].
- PBL är en arbetsmetod som ligger väl i linje med tankarna i Bologna som lyfter fram det studentstyrda lärandet[29].
- Genom PBL tränas studenten i att ta eget ansvar och i att fungera socialt i grupp vilket leder till att samarbetsförmågan utvecklas och hen blir därmed bättre förberedd för arbetslivet[30].
- PBL kan underlätta för studenterna att nå djupinlärning[31].
- PBL tränar och utvecklar den kritiska förmågan, genom att ifrågasätta information och ställa nya frågor kring den redan inhämtade kunskapen[32].
- Kunskapsinhämtningen blir mer verklighetsförankrad än vid traditionell undervisning eftersom lärandet utgår från autentiska fall/scenarion/vinjetter[28]

### Nackdelar med Problembaserat lärande
- Problembaserat lärande är resurskrävande, det är ett kostsamt system både med hög startkostnad och med hög underhållskostnad (Berkson 1993)  samt att det kräver mycket lärartid.[33]

- Det är ett system som skapar stress för studenter och lärare.[25]

- Studenterna erhåller mindre mängd baskunskap än ett traditionellt system.[24]

- Problembaserat lärande kan vara svårt att implementera när klasserna är stora eller när entusiasmen för systemet saknas.[26]